# Абрашино
Абрашино — деревня в Ордынском районе Новосибирской области России. Входит в состав Нижнекаменского сельсовета.

## География
Площадь деревни — 70 гектаров.

## Население
| 2002 | 2007 | 2010 |
| ---- | ---- | ---- |
| 108  | ↘39  | ↘37  |

## Инфраструктура
Функционирует один продовольственный магазин.

## Проблемы транспортной связи
Паром — единственный общественный транспорт, связывающий Абрашино, а также соседние Нижне-Каменку, Ерестную и Усть-Хмелёвку с районным центром. Тем не менее в работе этого транспорта часто случаются перебои. Летом 2018 года в МВД не выделили денежных средств для оплаты паромных транспортировок на правый берег Оби, владельцы парома, в свою очередь, отказались перевозить полицию бесплатно. .

## Известные жители
14 мая 1936 года родился Владимир Ламин, в будущем — известный советский и российский историк, директор Института истории Сибирского отделения РАН, доктор исторических наук (1987), член-корреспондент РАН (с 2000),